# Střední škola a Jazyková škola s právem státní jazykové zkoušky Volyně
Střední škola a Jazyková škola s právem státní jazykové zkoušky Volyně (zkráceně SŠ a JŠ Volyně) je veřejná střední škola v malém jihočeském městě Volyně. Nabízí výuku pěti maturitních (Ekonomika a podnikání, Přírodovědné lyceum, Sociální činnost, Veřejnosprávní činnost, od září 2025 také Všeobecné lyceum) a dvou učebních (Cukrář, Specialista prodeje) oborů vzdělání, v rámci Jazykové školy také volnočasové jazykové kurzy pro dospělé a širokou veřejnost či jednoleté pomaturitní jazykové studium. Sídlí ve třech budovách v centru Volyně a má také k dispozici vlastní internát (do 500 m chůze od hlavní budovy školy v Lidické 135). Zřizovatelem školy je Jihočeský kraj.

## Budovy
- Hlavní budova a zároveň adresa sídla školy je budova č.p. 135 v ulici Lidická, postavená v roce 1892.
- Ve stejné ulici je i další budova školy na adrese Lidická 121, kde je i v roce 2014 otevřené Centrum ekologické výchovy (CEV).
- Třetí budova školy leží přímo v severo-západním rohu volyňského náměstí Svobody (č.p. 11). Jsou zde školní jídelna, další zázemí školy (učebny a velká učebna/sál), odborné učebny učňovského výcviku oboru cukrář a s nimi spojená školní cukrárna[10] pro veřejnost.
- Internát (Domov mládeže SŠ a JŠ Volyně[11]) v majetku zřizovatele školy, Jihočeského kraje, spravovaný SŠ a JŠ Volyně, se nachází v klidné části města vzdušnou čarou cca 250 m severo-západně od hlavní budovy školy, na adrese ul. Domova mládeže 699.

#### Poloha
Budovy školy stojí v centru malého jihočeského města Volyně, které se nachází zhruba 10 km jižně od Strakonic a 15 km severovýchodně od Vimperka, s přibližně 3000 obyvateli, v jižní části okresu Strakonice. 

#### Okolí
V bezprostředním sousedství školy se nachází:
- kostel Všech svatých (kulturní památka)
- tvrz Volyně (kulturní památka), v jejímž areálu sídlí Městské muzeum ve Volyni
- jírovec u fary (památný strom)

## Historie školy
Střední škola a Jazyková škola s právem státní jazykové zkoušky Volyně vznikla postupným, pestrým a zpočátku ne zcela plynulým vývojem, a to od založení Jednotřídní průmyslové školy ve Volyni v roce 1864 rozhodnutím městského zastupitelstva města Volyně (má tak značnou část společné historie s Vyšší odbornou školou a Střední průmyslovou školou Volyně, která tento akt také považuje za počátek svého trvání; školy se však v průběhu času oddělily, v období po 2. světové válce). Dnešním zřizovatelem školy je Jihočeský kraj.

#### Historie školy v letopočtech
- 1864-1873: Škola byla založena dne 9. 11. 1864 jako Jednotřídní průmyslová škola, s cílem pozvednutí úrovně řemesel v kraji, pod vedením prvního ředitele, pátera Františka Gudermanna.[13] Založení bylo schváleno městským zastupitelstvem města Volyně.[14]
- Od 1882: Denní živnostenská škola, vedená Václavem Karolínem. Navázala na Jednotřídní průmyslovou školu
- Od 1888: Denní živnostenská a všeobecná škola řemeslnická, s ředitelem Františkem Novotným. Obory: truhlář, zámečník
- 1892: Výstavba nové budovy školy (dnes hlavní budova) v ul. Lidická 135,[13] která byla vysvěcena 27. listopadu 1892.[14] Od roku 1893 ředitelem Emil Lhota. Forma výuky: nedělní/odpolední škola pro učně.
- Od 1903: Královská česká zemská škola řemeslnická, zřizovala kurzy pro zedníky a tesaře. Ředitelem Ing. Zdráhal, následně Ing. Lukeš (do 1930).
- 1933: Vznik Mistrovské školy stavební a učňovské školy, s přenesením jejího sídla do nové budovy (= budova Vyšší odborné šloly a Střední průmyslové školy Volyně,  Resslova č.p. 440).[14] Budova v Lidické 135 používána dočasně jako městské muzeum a pro účely schůzí městského zastupitelstva, respektive následně v napjaté atmosféře před 2. sv. válkou v roce 1937 jako kasárna pro hraniční prapor z Vimperka (do 1939).
- V době německé nacistické okupace byla do budovy v Lidické 135 přestěhována Obchodní škola z Vimperka, ředitelem byl Ing.  Jan Adamec. Obchodní škola opustila budovu až po konci války v roce 1945 a do Volyně se vrátilo učňovské školství.

- Od konce II. světové války v r. 1945: Ředitelé: Václav Jílek, následně Jan Jošt.[15] Řemeslné obory: dámský krejčí, pánský krejčí, krejčová, kolář, modista, sedlář, lakýrník, holič a kadeřník
- 1958: Přesun školních dílen a odborného výcviku do státních podniků, pod vedením ředitelky Dagmar Fialové. Škola v té době měla také internát, vzniklý přebudováním jednoho nájemního domu v Lidické ulici.
- 1959: Nový učební obor: prodavač smíšeného zboží
- 1976: Zahájení výstavby nového domova mládaže (internátu) svépomocí rodičů, formou  tzv.  akce Z.
- Od 1978: Nové učební obory: pekař a cukrář
- 1982: Nástup nového ředitele, Ing. Františka Babky; konec oboru holič a kadeřník (jejich přesun do Českých Budějovic), v roce 1983 také konec oboru pánský a dámský krejčí.

- Po Sametové revoluci v listopadu 1989: Rok 1990: Výrazné organizační změny, s novou paní ředitelkou školy, Ing. Boženou Jankovcovou. Od šk. roku 1990/1991 přidán první maturitní obor: Rodinná škola (sociální péče).[16][13] Škola také v roce 1991 změnila název na: Rodinná škola s podporou výuky cizích jazyků.
- 1996: Zahájení rekonstrukce hlavní budovy Lidická 135
- 1997: Přidání dvou dalších maturitních oborů: Obchodně podnikatelská činnost; Veřejnosprávní činnost
- 1999: Upevnění koncepce složení oborů na střední škole, které zahrnulo jak maturitní obory (obchodně-podnikatelská činnost, veřejnosprávní činnost, sociálněsprávní činnost - sociální péče), tak obory učební (cukrář)
- 2000: Při střední škole zřízena i jazyková škola
- 2004: Název školy změněn na Střední škola a Jazyková škola s právem státní jazykové zkoušky
- Od 2006: Přidán/založen další maturitní obor: Přírodovědné lyceum
- 2008: Zahájení zkoušek češtiny pro cizince - žadatele o povolení k trvalému pobytu v ČR
- Od 2010: Paní ředitelkou PaeDr. Eva Klasová.
- 2012: Titul Fairtradová škola, jako první střední škola v ČR[17][18]
- 2013: Škola se stala Fakultní školou Přírodovedecké fakulty Jihočeské univerzity
- 2013-2014: Projekt v rámci přeshraniční spolupráce ČR a Bavorska zaměřeřený na environmentální vzdělávání za podpory fondů EU, při kterém byla zrealizována půdní vestavba v budově Lidická 121 a v říjnu roku 2014 bylo slavnostně otevřeno školní Centrum ekologického vzdělávání (CEV) U Kaštanu ve Volyni.[19]
- 2019: Vybudování zastřešené zahradní učebny za budovou Lidická 121
- 2020-2022: Škola se vyrovnávala se situací ohledně covidu-19
- 2023: Kompletní rekonstrukce laboratoře chemie a dokoupeno nové moderní vybavení; nové vybavení cukrářské prodejny
- 2025: Pro školní rok 2025/2026 přidán nový maturitní obor Všeobecné lyceum (v terminologii MŠMT s přesným názvem Lyceum), na SŠ a JŠ Volyně v rámci konkrétní modifikace dle typu (tematického zaměření a složení již existujících oborů) školy zaměřeno více humanitně a obsahující výuku 3 cizích jazyků z pěti nabízených.

## Známé osobnosti z řad absolventů a učitelů

#### Z řad absolventů:
- Jan Kotrba, absolvent oboru Veřejnosprávní činnost, mat. ročník 2012 – právník, lektor a komunální politik, ve volebním odobí 2022-2026 místostarosta jihočeského města Prachatice[20][21]
- Petr Vittek, absolvent oboru Přírodovědné lyceum, mat. ročník 2010 – biolog, vegetační ekolog, pedagog, bývalý komunální politik (2010-2017) a v roce 2015 krátce republikový místopředseda politické strany Věci veřejné

## Partnerské školy v zahraničí
- Staatliche Berufsschule 2 Passau, Německo
- Joseph-von-Fraunhofer-Schule - Staatliche Berufsschule, Straubing, Německo

## Zázemí pro sportovní aktivity
Žáci SŠ a JŠ Volyně mají k dispozici posilovnu na domově mládeže. V širším areálu kolem domova mládeže, kde jsou dva objekty domova mládaže VOŠ a SPŠ Volyně, je také volnočasové venkovní sportovní hřiště. Škola spolupracuje s T. J. Sokol Volyně, v jejíž prostorách místní sokolovny probíhá tělesná výchova. 

## Dopravní dostupnost
Autobusové a vlakové linky (železniční trať Strakonice–Volary, slavná z filmové série Slunce, seno...), autobusové zastávky v přímém dosahu školy; město Volyně leží na hlavním silničním tahu Strakonice–Vimperk (část silnice I/4: Praha–Strážný).

## Galerie

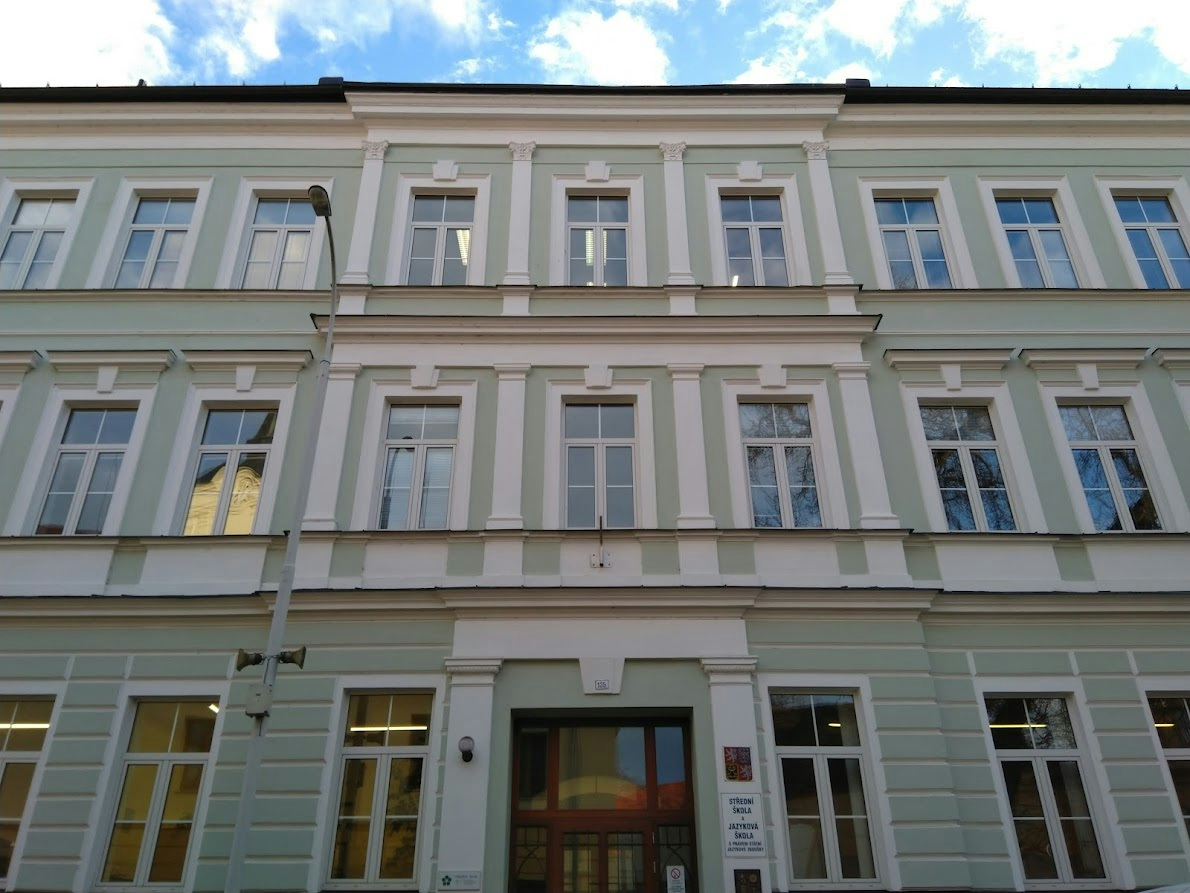
SŠ a JŠ Volyně, hlavní budova, Lidická 135 (2024)
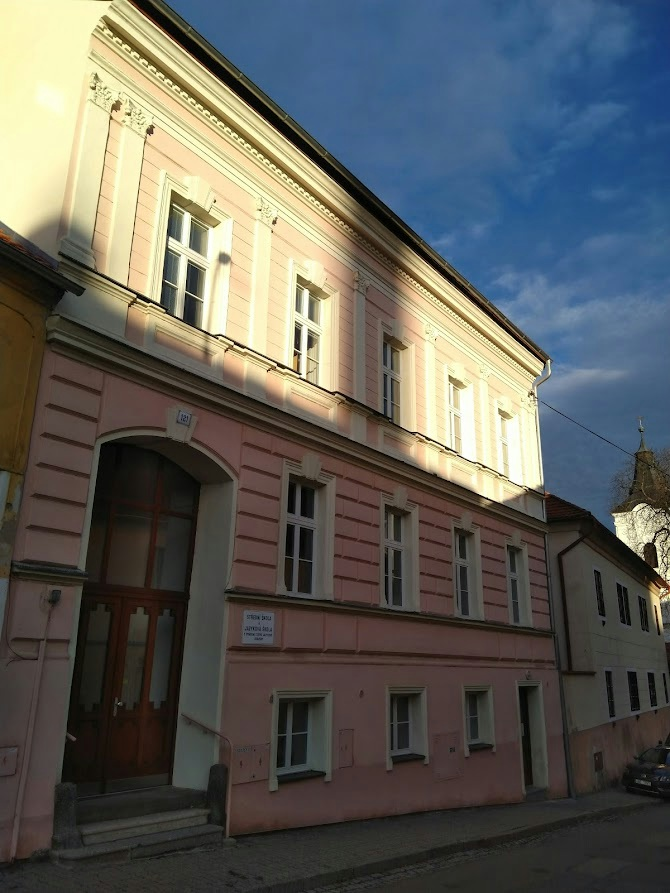
SŠ a JŠ Volyně, budova Lidická 121 (2024)
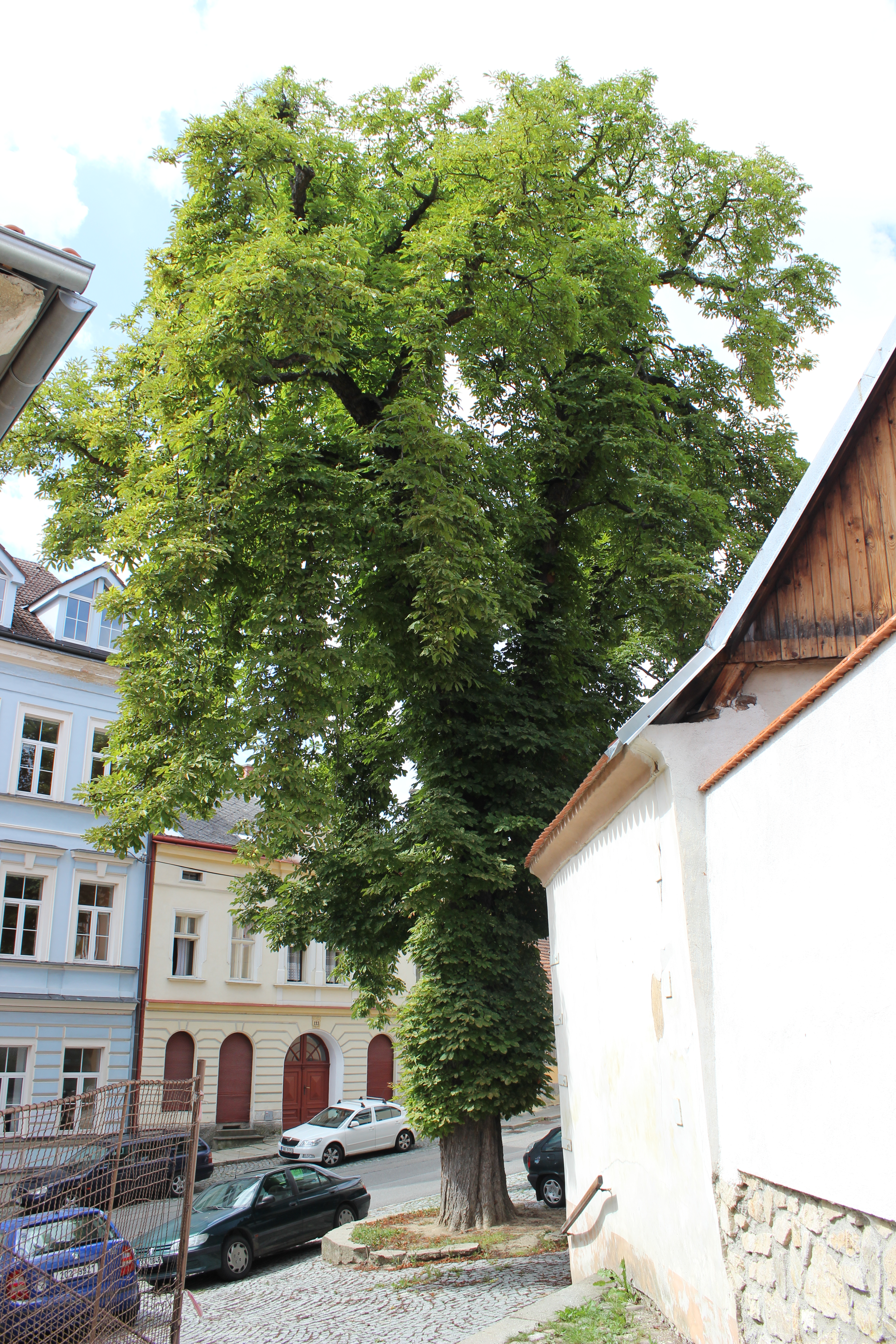
Památný jírovec před hlavní budouvou školy (Lidická 135) (2017)
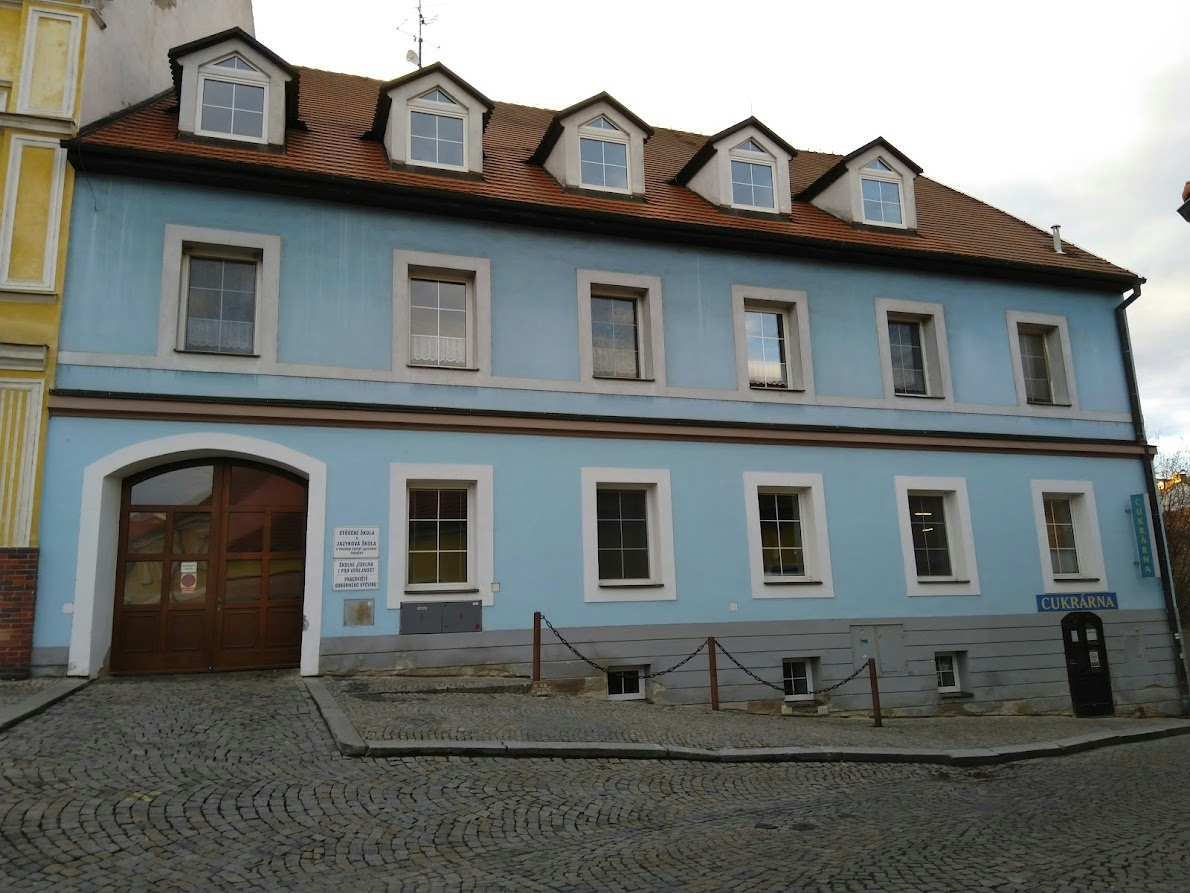
SŠ a JŠ Volyně, budova náměstí Svobody 11 (2024)
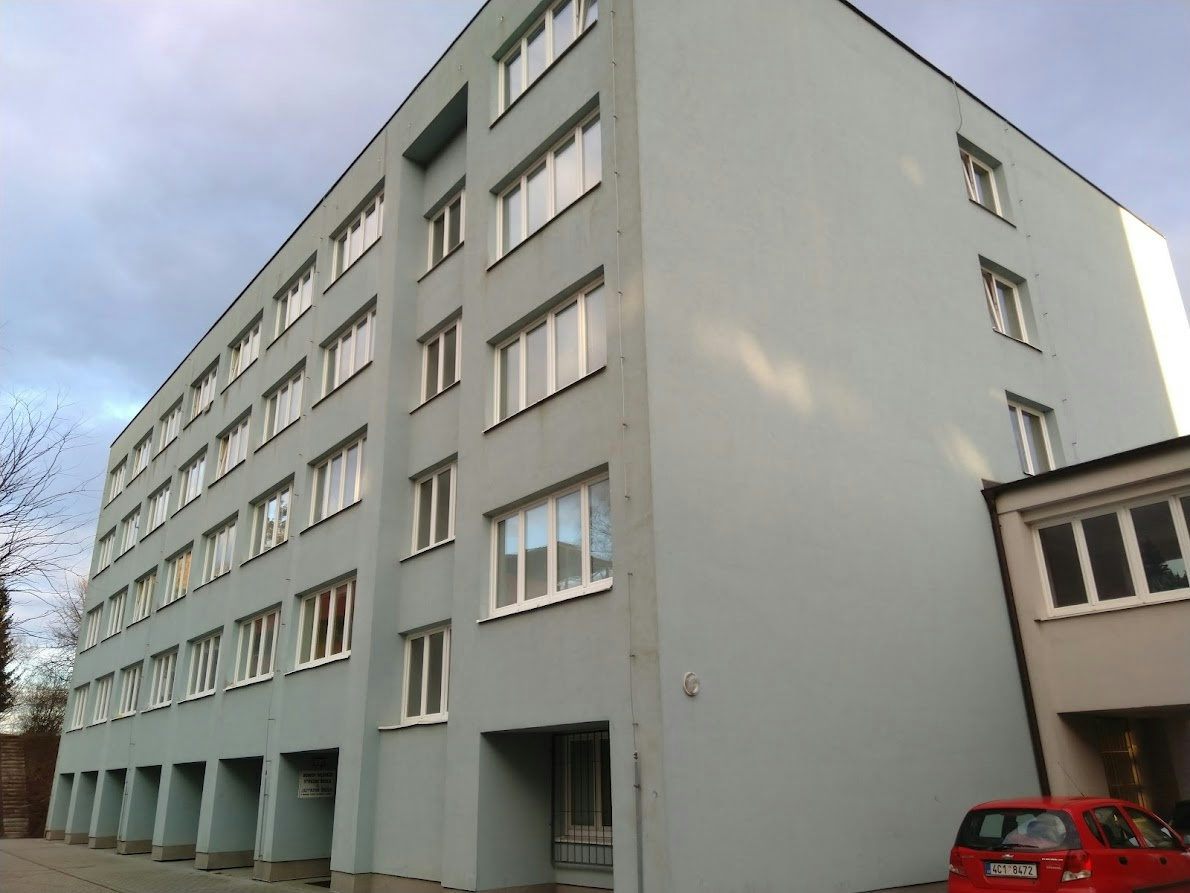
Domov mládeže SŠ a JŠ Volyně (2024)
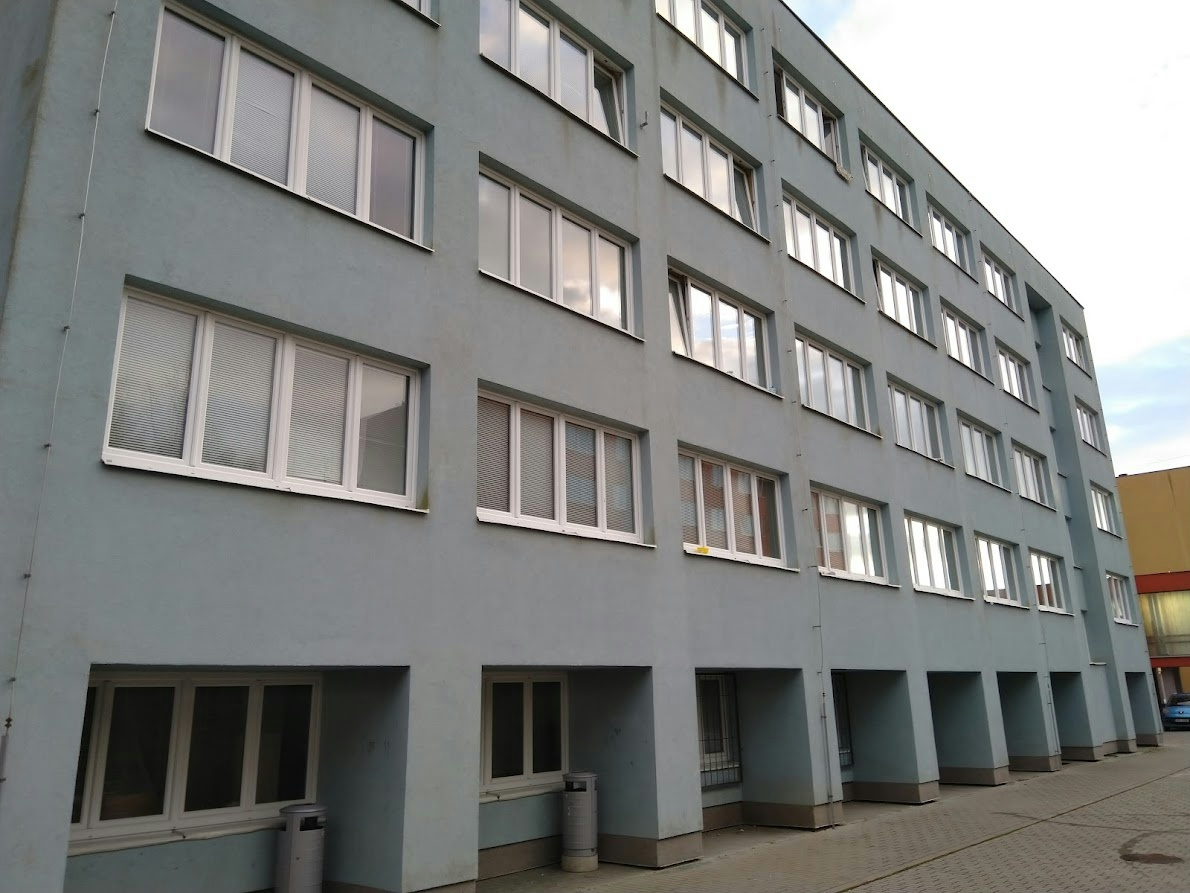
Domov mládeže SŠ a JŠ Volyně (obr. 2) (2024)
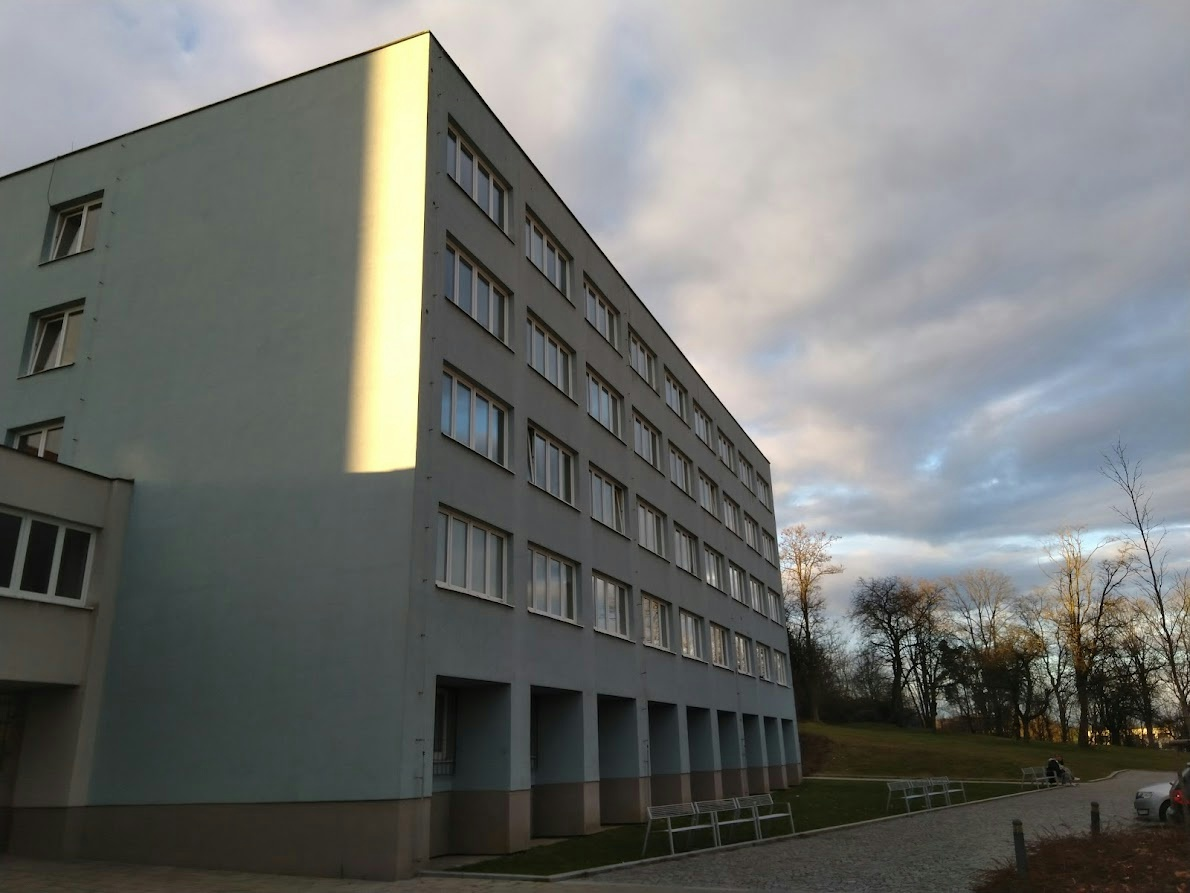
Domov mládeže SŠ a JŠ Volyně (obr. 3) (2024)
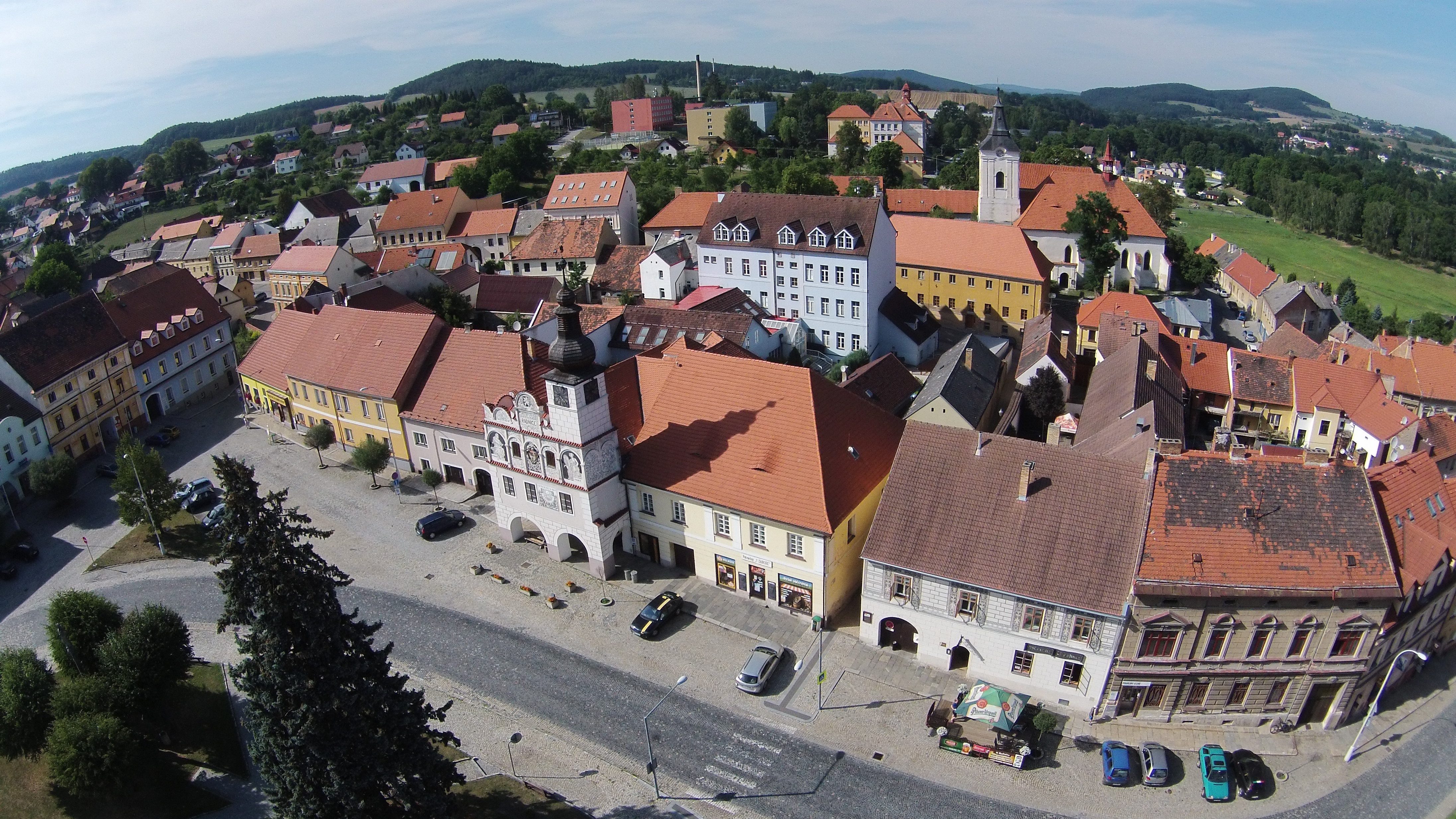
Na této fotografii jsou vidět všechny budovy SŠ a JŠ Volyně naráz (2017)
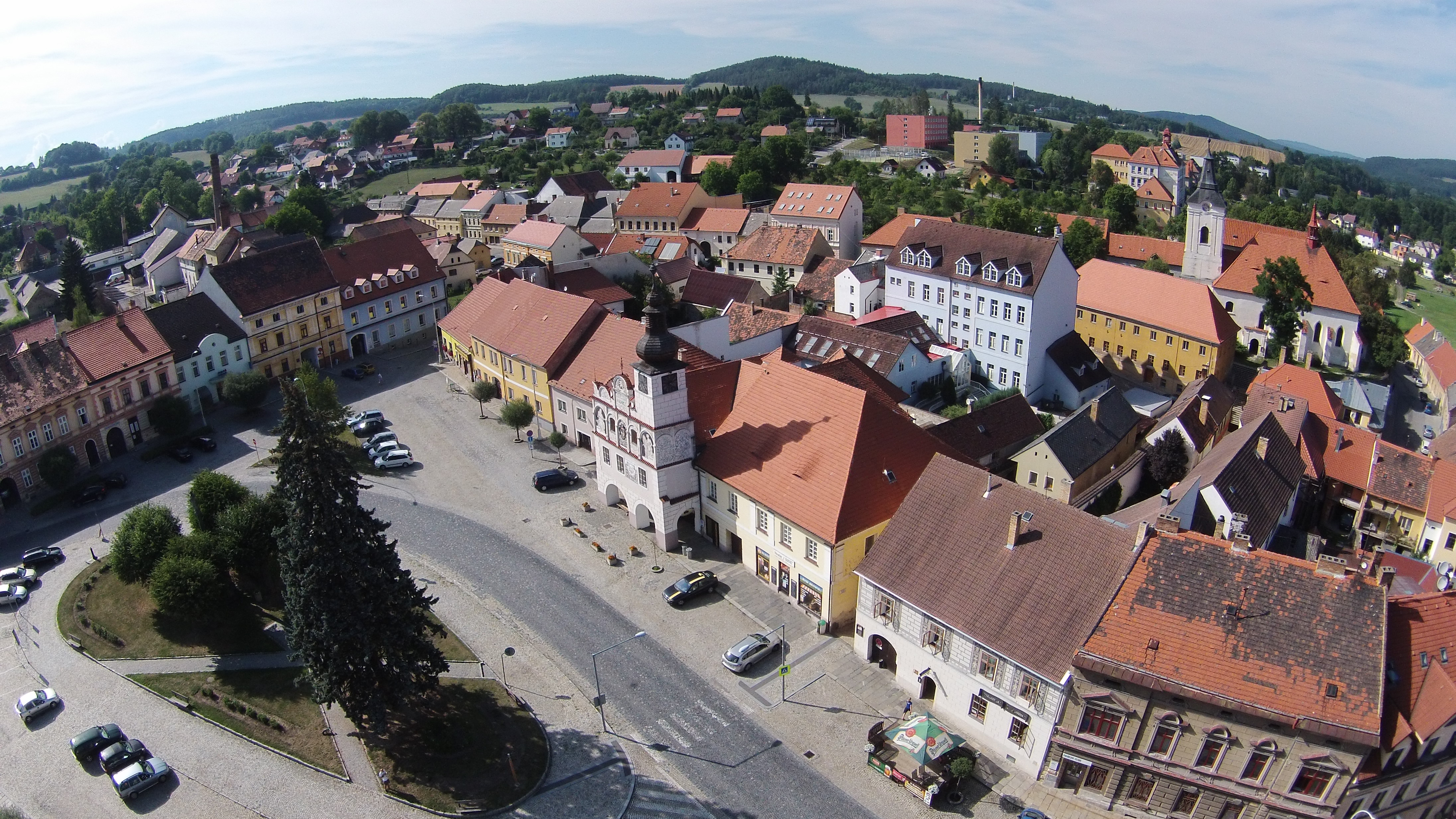
Na této fotografii jsou vidět všechny budovy SŠ a JŠ Volyně naráz, jiný úhel pohledu (2017)
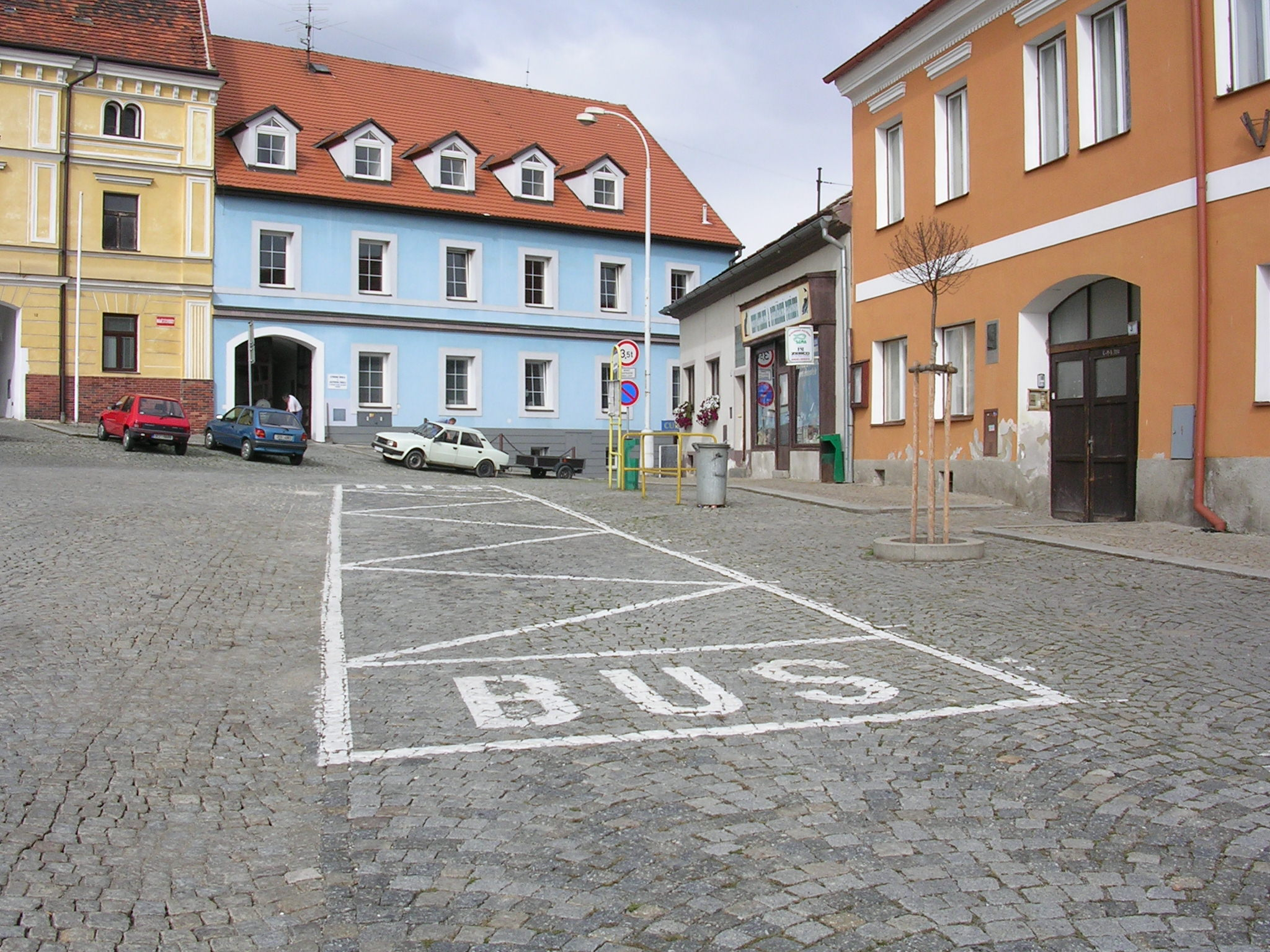
Budova školy na náměstí Svobody ve Volyni, č.p. 11, a autobusová zastávka (2007)